# کریستین اولریش

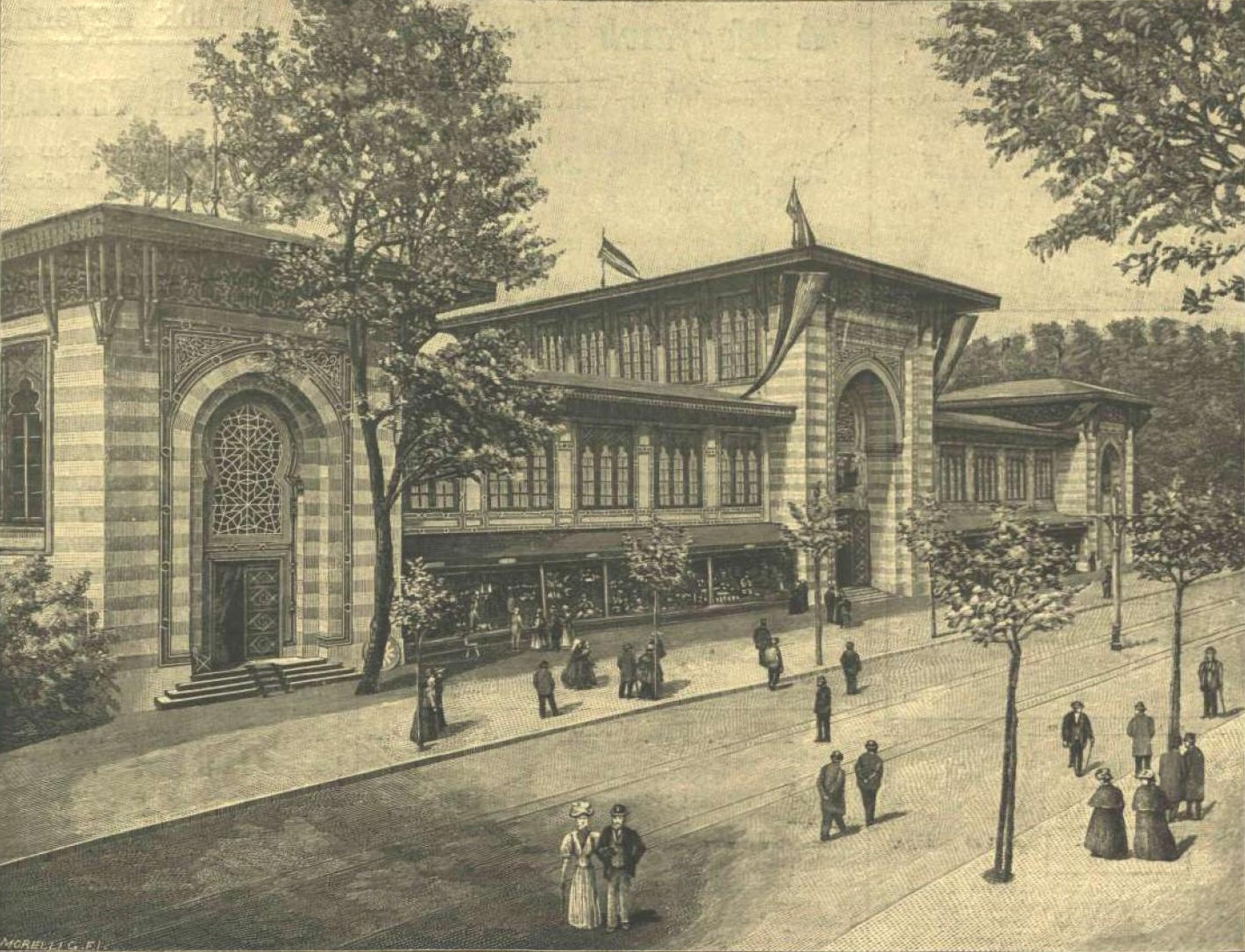
کریستین اولریش معمار اتریشی-مجارستانی بود. اولریش شهرت خود را با آسانسور غلات در بوداپست به دست آورد. در سال 1880، او برنده مسابقه ای برای طراحی آسانسور شد و در سال 1883 ساختمان تکمیل شد. بعداً به بوداپست نقل مکان کرد و در آنجا کارخانه ای را در پارک شهر طراحی کرد که در سال 1885 ساخته شد.

 کریستین اولریش (انگلیسی: Christian Ulrich؛ ۲۷ آوریل ۱۸۳۶ – ۲۲ ژانویه ۱۹۰۹) یک معمار اهل مجارستان بود. 